# 東電不動産
東電不動産株式会社（とうでんふどうさん）は東京電力ホールディングスの子会社で、東京都中央区に本社を置く不動産会社。オフィスビル、住宅の賃貸や建物運営管理、データセンターコーディネート事業などを行う。

## 沿革
- 1955年4月 - 東電不動産株式会社設立。同年6月より不動産仲介業務、9月より不動産賃貸業務開始。
- 1959年12月 - 送電線・変電所用地の測量業務開始。
- 1967年6月 - 宅地造成・分譲業務開始。
- 1971年4月 - 柏崎刈羽原子力発電所用地の管理業務を受託。
- 1973年1月 - 東電不動産管理株式会社に社名変更。
- 2002年12月 - 管理釣り場事業開始。
- 2003年2月 - ビジネスホテル事業開始。
- 2005年4月 - 東電不動産株式会社に社名変更。
- 2008年10月 - 用地管理部門を、新設の東電用地株式会社に移管。
- 2012年 - 「FISH・ON!鹿留」、「FISH・ON!王禅寺」をタックルベリーに売却。「トレストイン田町」、「トレストイン日本橋」を相鉄ホールディングスに売却[2]。
- 2014年1月 - 子会社の株式会社東電ファシリティーズを吸収合併、併せて本店を中央区京橋一丁目6番1号から台東区の現在地に移転。

## 主な事業
- オフィスビル賃貸事業（オフィス・店舗等85棟）
- オール電化マンション賃貸事業・オール電化住宅分譲事業（住宅等377棟）
- 柏崎刈羽原子力発電所広報業務[3]

### かつて行っていた事業
- リフォーム事業「ライフィール」 - 2010年3月末を以って撤退[4]。
- スーパー銭湯事業（極楽湯入間店・鎌ヶ谷店・長岡店、いこいの湯藤沢店）2010年3月末を以って撤退[5]。うち、入間・鎌ヶ谷・藤沢は湯乃市に事業譲渡。
- 地域熱供給事業 - 2002年7月に、東京都市サービス株式会社に移管[6]。
- 送電線・変電所等の用地管理業務 - 2008年10月に、東電用地株式会社に移管。
- ビジネスホテル事業（トレストイン田町、トレストイン日本橋） - 2012年11月に、相鉄インに譲渡。
- 管理釣り場事業（FISH・ON!鹿留、FISH・ON!王禅寺） - 2012年11月に、タックルベリーに譲渡。